# Silvio Romero
Pour les articles homonymes, voir Romero.
Silvio Romero, né le 22 juillet 1988 à Córdoba, est un footballeur argentin qui évolue au poste d'attaquant. Son profil est similaire à celui de son compatriote Ezequiel Lavezzi.

## Biographie
Silvio Romero fait ses débuts professionnels avec l'Instituto, le club de sa ville natale de Córdoba, lors de la saison 2005-2006. Il se révèle avec ce club dans le championnat d'Argentine de Division 2.
En août 2010, il est transféré de l'Instituto au Club Atlético Lanús, avec lequel il découvre la première division argentine. Surnommé El Chino (Le Chinois), il réussit rapidement son adaptation à son nouveau club, marquant quatre buts lors du tournoi d'ouverture, puis huit lors de celui de clôture,.
Sa saison suivante, sous la direction de Gabriel Schürrer, est plus compliquée, alors que son club dispute la Copa Libertadores, mais il est replacé sur l'aile en 2012-2013 et recommence à briller. Avec Lanús, Romero termine ainsi à la troisième place du championnat en 2013. Cible de recrutement pour quelques clubs européens, notamment le FC Nantes, Romero finit par quitter l'Amérique du Sud à l'été 2013. Ainsi, le 2 septembre 2013, il est prêté avec option d'achat par son club au Stade rennais, pour la saison 2013-2014. En Bretagne, il se retrouve en concurrence avec Nélson Oliveira puis Ola Toivonen pour le poste d'avant-centre, mais ne parvient pas à s'imposer. S'il loue son état d'esprit, son entraîneur Philippe Montanier explique en mars 2014 que l'Argentin est « un peu en dessous » de ses deux coéquipiers. De fait, Romero ne dispute que quatorze matchs avec le Stade rennais, dont la moitié comme titulaire. Il marque un total de trois buts, dont un doublé face à l'AS Saint-Étienne en Ligue 1 le 4 décembre 2013. En fin de saison, le club breton annonce que Romero ne sera pas conservé.
Alors qu'il doit retourner au CA Lanús, Silvio Romero est transféré au CA Monarcas Morelia, un club du championnat mexicain, avec lequel il signe un contrat de trois ans en juin 2014,, mais le transfert est finalement annulé, et Romero retourne à Lanús.

## Statistiques
Le tableau suivante présente les statistiques de Silvio Romero au cours de sa carrière professionnelle.
| Saison                | Club                    | Championnat           | Championnat | Championnat | Coupe nationale | Coupe nationale | Coupe de la Ligue | Coupe de la Ligue | Compétition(s) continentale(s) | Compétition(s) continentale(s) | Compétition(s) continentale(s) | Total | Total |
| Saison                | Club                    | Division              | M.          | B.          | M.              | B.              | M.                | B.                | Comp.                          | M.                             | B.                             | M.    | B.    |
| 2005-2006             | Instituto de Córdoba    | Primera B             | 7           | 0           | -               | -               | -                 | -                 | -                              | -                              | -                              | 7     | 0     |
| 2006-2007             | Instituto de Córdoba    | Primera B             | 7           | 0           | -               | -               | -                 | -                 | -                              | -                              | -                              | 7     | 0     |
| 2007-2008             | Instituto de Córdoba    | Primera B             | 14          | 10          | -               | -               | -                 | -                 | -                              | -                              | -                              | 14    | 10    |
| 2008-2009             | Instituto de Córdoba    | Primera B             | 29          | 10          | -               | -               | -                 | -                 | -                              | -                              | -                              | 29    | 10    |
| 2009-2010             | Instituto de Córdoba    | Primera B             | 38          | 12          | -               | -               | -                 | -                 | -                              | -                              | -                              | 38    | 12    |
| 2010-2011             | CA Lanús                | Ouv. + Clôt.          | 33          | 12          | -               | -               | -                 | -                 | -                              | -                              | -                              | 33    | 12    |
| 2011-2012             | CA Lanús                | Ouv. + Clôt.          | 36          | 3           | 1               | 0               | -                 | -                 | CL                             | 6                              | 1                              | 43    | 4     |
| 2012-2013             | CA Lanús                | Ini. + Fin.           | 32          | 13          | 0               | 0               | -                 | -                 | -                              | -                              | -                              | 32    | 13    |
| 2013-2014             | CA Lanús                | Ini.                  | 4           | 0           | -               | -               | -                 | -                 | CS                             | 1                              | 1                              | 5     | 1     |
| 2013-2014             | Stade rennais FC (prêt) | Ligue 1               | 11          | 2           | 1               | 1               | 2                 | 0                 | -                              | -                              | -                              | 14    | 3     |
| Total sur la carrière | Total sur la carrière   | Total sur la carrière | 211         | 62          | 2               | 1               | 2                 | 0                 | -                              | 7                              | 2                              | 222   | 65    |